# Barnesville (Georgia)
Barnesville es un pueblo ubicado en el condado de Lamar en el estado estadounidense de Georgia. En el censo de 2000, su población era de 5.972.

## Demografía
En el 2000 la renta per cápita promedia del hogar era de $30,375, y el ingreso promedio para una familia era de $36,492. El ingreso per cápita para la localidad era de $15,423. Los hombres tenían un ingreso per cápita de $26,740 contra $20,160 para las mujeres.

## Geografía
Barnesville se encuentra ubicado en las coordenadas 33°3′11″N 84°9′22″O / 33.05306, -84.15611 (33.053090, -84.156217).
Según la Oficina del Censo, la localidad tiene un área total de 14,6 km² (5,6 mi²), de la cual 14,6 km² (5,6 mi²) es tierra y 0 km² (0 mi²) (6.1%) es agua.